# Waterzooi

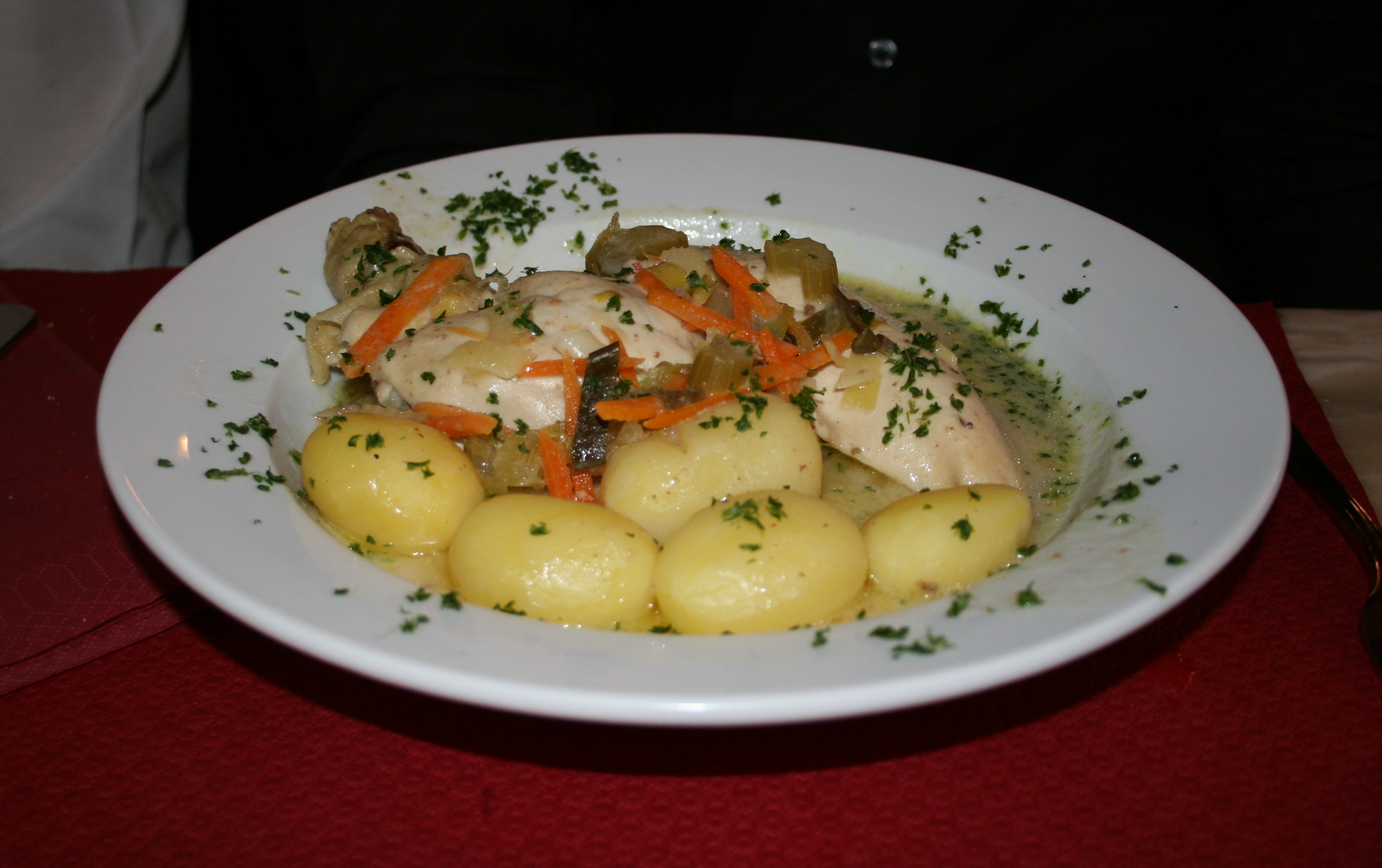
Waterzooi.

Waterzooi es un estofado tradicional de la cocina belga, especialmente en el norte del país. El nombre de este plato es de origen flamenco, concretamente de la ciudad de Gante, y significa "desastre de agua". Es uno de los platos más conocidos de Bélgica preparado como un estofado. Suele servirse caliente y suele ser tanto de pescado como de pollo.

## Características
La forma original de este plato es con pescado de agua dulce o salada, viszooitje, aunque más tarde se popularizó el waterzooi con pollo o kippenwaterzooi. El estofado suele contener verduras tales como zanahorias, puerros y papas, hierbas, huevo, crema y manteca.